# Егоизъм
Егоизмът, или още себичността, е начин на поведение, който се обуславя от мисълта за собствената полза, изгода и защита на собствените интереси, като обикновено се характеризира с определена доза себелюбие. Хелвеций го определя като „разумно себелюбие“ Може да се счита и като черта на характера на даден човек. Различава се съществено от индивидуализма, който защитава правата на индивида по принцип, не само собствените. Егоизмът често е противопоставян на алтруизма, но това традиционно схващане се оспорва от съвременната психология. Според Емил Дюркем известна степен на егоизъм е необходима, но абсолютният егоизъм, който не се компенсира с алтруизъм, е безсмислен: той неизбежно води до изолиране на индивида от останалите членове на групата и дори до самоубийство. Ерих Фром разглежда егоизма и себелюбието от гледна точка на психоанализата в своята книга „Човекът за самия себе си“. Той приема, че егоистът е заинтересован само от самия себе си, от своите желания и познава само едно удоволствие – да взема, а не да дава. Според него любовта към себе си и егоизмът не само че не са тъждествени, но са диаметрално противоположни.
Съществуват рационален, психологичен и етичен егоизъм. Той също така може да бъде рационален и ирационален, импулсивен или осъзнат, явен или скрит, замаскиран. Някои изследователи считат, че разумният егоизъм се предава на генетична основа, тъй като е сформиран в процеса на дълга борба за оцеляване и естествен отбор и е тясно свързан с инстинкта за самосъхранение.
Принципът на егоизма в човешката дейност е признат по време на епохата на Просвещението. Самият термин егоизъм идва от френски и се появява през XVIII век, когато френските мислители съчиняват теорията за разумния егоизъм. Основавайки се на Фойербах, Чернишевски разработва в статията си „Антропологическият принцип във философията“  своята версия на теорията на разумния егоизъм. На базата на тази теория като нейна илюстрация е написан романът му „Какво да се прави?“ (1863).
Саша Гитри определя егоиста по следния начин:
| „ | Егоист е този, който никога не мисли за мен! (Un égoïste, c'est quelqu'un qui ne pense jamais à moi !) | “ |